# 小行星17240
小行星17240（17240 Gletorrence）是一颗绕太阳运转的小行星，为主小行星带小行星。该小行星于2000年3月9日发现。

## 轨道参数
小行星17240的轨道半长轴为2.2853546 UA，离心率为0.085。